# Les Filles d'Edward Darley Boit
Les Filles d'Edward Darley Boit ou The Daughters of Edward Darley Boit ou encore Portraits d'enfants, comme le nommait lui-même son auteur, John Singer Sargent, est une huile sur toile réalisée en 1882 à Paris. Le tableau, parfaitement carré, représente les quatre filles d'Edward Darley Boit, de gauche à droite : Mary Louisa (1874-1945), Florence (1868-1919), Jane (1870-1955) et Julia (1878-1969). 

## Le Style
Après avoir quitté l'atelier de son maître, Carolus-Duran, Sargent visite l'Espagne. Il y étudie les peintures de Vélasquez, avec passion, s'imprégnant de la technique du maître. La composition quelque peu étrange de l'œuvre se veut un hommage à Vélasquez et à son tableau Les Ménines. Sa composition fut critiquée sur l'air du « quatre coins et un grand vide », les enfants semblant n'avoir aucune relation l'une avec l'autre, mais la peinture fut, dans l'ensemble, largement saluée par la critique.

## La Famille Boit
Sargent a réalisé de nombreux portraits de membres de la communauté américaine installée à Paris à la fin des années 1870 et au début des années 1880.
Sargent est un ami des parents Edward Darley Boit et Mary Louisa Cushing Boit. Ned Boit, originaire de Boston, est un avocat formé à Harvard qui s'est détourné de sa profession pour poursuivre une carrière de peintre. Sa femme Mary Louisa, appelée Isa, est une femme vive et sociable qui préfère l'Europe à l'Amérique. C'est son héritage du commerce chinois de Boston, qui permet à la famille de vivre à l'étranger. Ils vivent avenue de Friedland, dans le quartier élégant très prisé des Américains fortunés. Le hall de leur appartement a servi de décor au portrait de Sargent. Le peintre y a disposé leurs quatre filles : Mary Louisa (huit ans quand Sargent l'a peinte), Florence (quatorze ans), Jane (douze), et Julia (quatre).

Les Ménines, par Diego Vélasquez
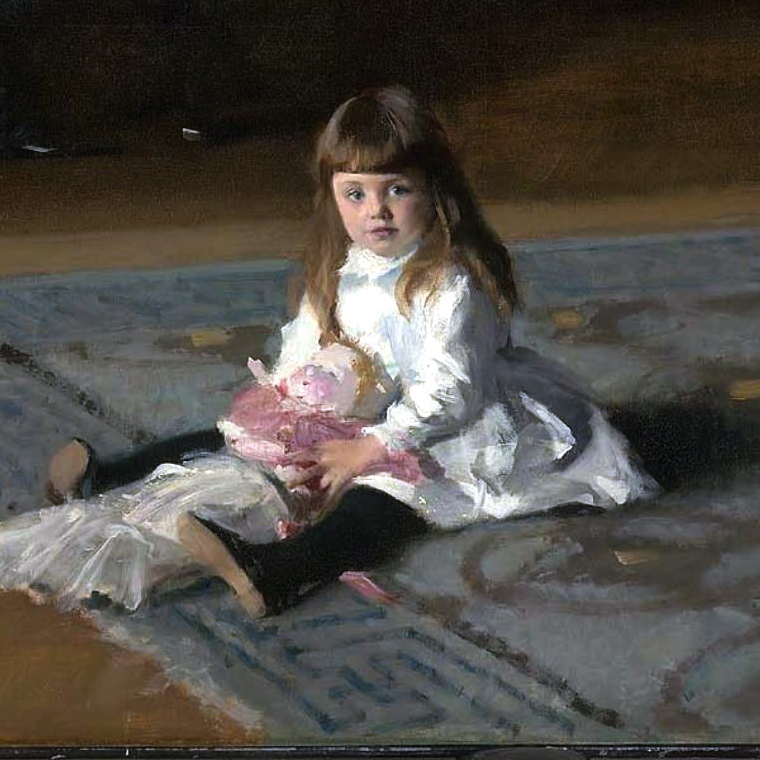
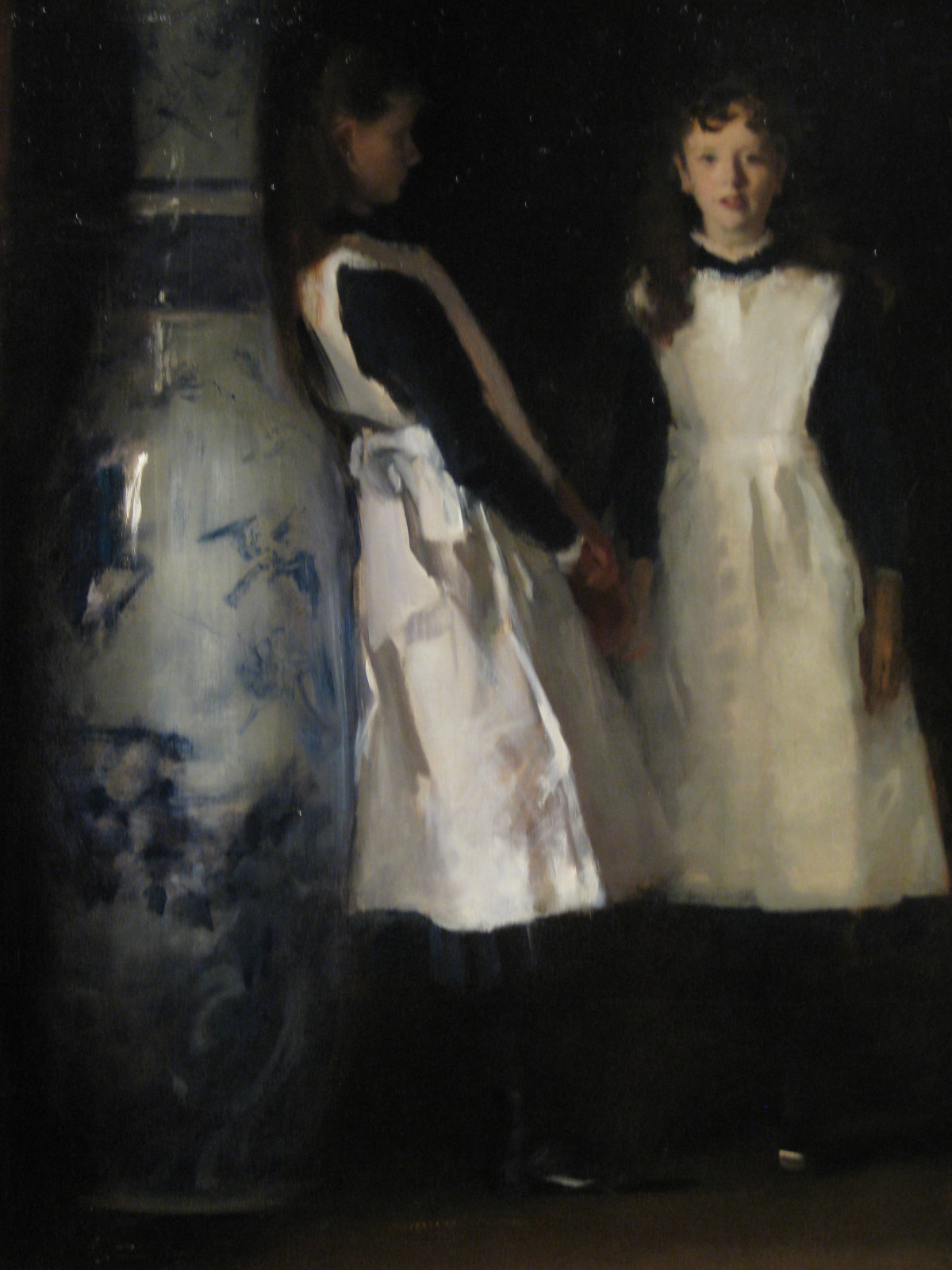
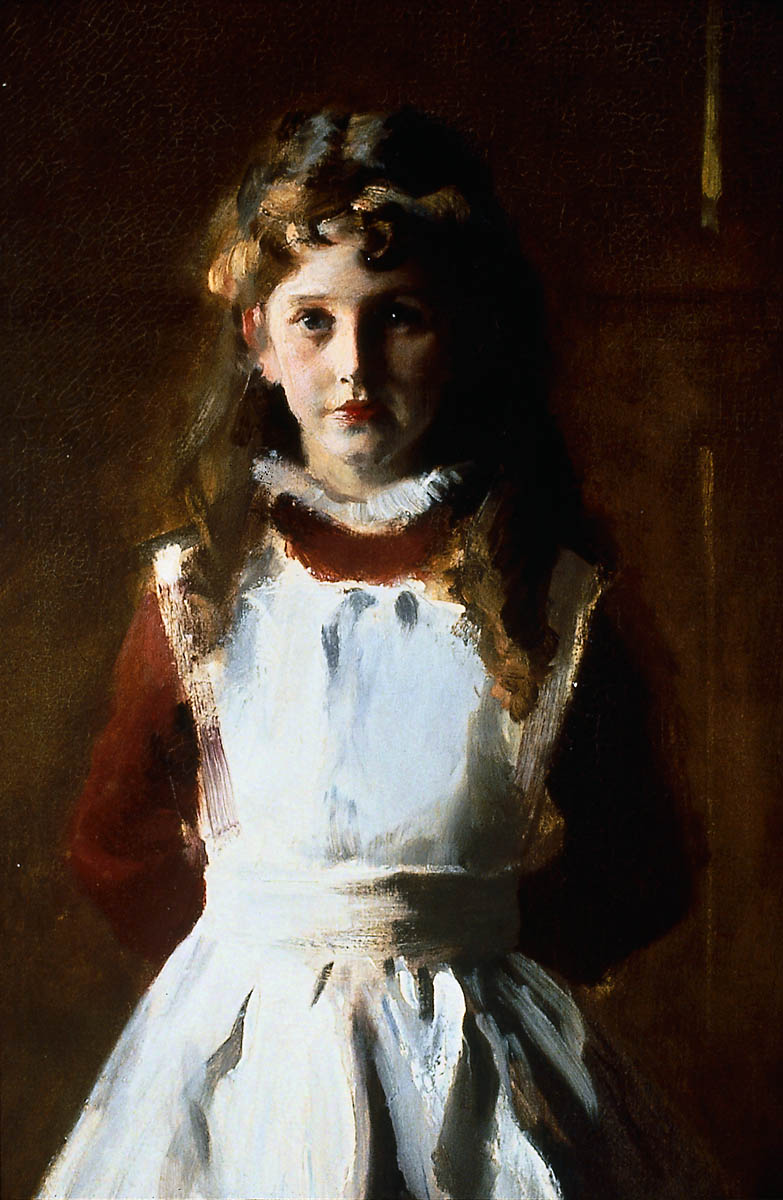

## Sources bibliographiques
- (en) Evan Charteris, John Sargent, Londres, William Heinemann, 1927 (OCLC 6440646)
- (en) Stanley Olson, John Singer Sargent : His Portrait, New York, St. Martin's Press, 1986 (ISBN 0-312-44456-7)
- (en) Natasha Wallace, « John Singer Sargent's Daughters of Edward Darley Boit », sur John Singer Sargent Virtual Gallery, 1998